# Liam James
Liam James (Vancouver, Columbia Británica; 7 de agosto de 1996) es un actor canadiense. Ha trabajado en la película The Way, Way Back (2013), por la que ganó un Young Hollywood Awards, y en las series de televisión Psych (2006-2010) y The Killing (2011-2014), donde tuvo papeles recurrentes.

## Biografía
Nacido en Vancouver, James padece heterocromía y, por ello, tiene un ojo verde y otro azul. En 2007, actuó en las películas Good Luck Chuck, Things We Lost in the Fire, Fred Claus y Aliens vs. Predator: Requiem. Consiguió un papel protagónico en el largometraje de Roland Emmerich 2012, donde interpretó a Noah Curtis. En 2011 encarnó a Bobber, uno de los hijos del personaje de Billy Ray Cyrus, en Christmas Comes Home to Canaan, secuela de la película de Hallmark Channel Christmas in Canaan (2009). En 2013, interpretó a Duncan en The Way, Way Back. Por su actuación, ganó un premio Young Hollywood Awards.
En televisión, interpretó a Shawn Spencer de joven en Psych y al hijo del personaje de Mireille Enos en The Killing. En 2015, obtuvo el papel de Adam Warren para el episodio piloto de The Family, serie de la ABC que por ese entonces aún no tenía título. Después de una temporada, The Family fue cancelada.
En 2015, se confirmó su participación en la película Speech & Debate, dirigida por Dan Harris. La misma se estrenó en 2017, con James en el papel de Solomon. En 2017, obtuvo el papel de Billy para el episodio piloto de la serie Deadly Class, basada en la historieta del mismo nombre.

## Filmografía

### Cine
| Año  | Título original              | Papel                |
| ---- | ---------------------------- | -------------------- |
| 2007 | Good Luck Chuck              | Niño                 |
| 2007 | Things We Lost in the Fire   | Dave                 |
| 2007 | Fred Claus                   | Fred Claus (12 años) |
| 2007 | Aliens vs. Predator: Requiem | Sam                  |
| 2009 | Horsemen                     | Sean                 |
| 2009 | 2012                         | Noah Curtis          |
| 2013 | The Way, Way Back            | Duncan               |
| 2017 | Speech & Debate              | Solomon              |

### Televisión
| Año       | Título original                | Papel                    |
| --------- | ------------------------------ | ------------------------ |
| 2007      | Psych                          | Shawn Spencer (joven)    |
| 2008      | Fear Itself                    | Harry (joven)            |
| 2011-2013 | R.L. Stine's The Haunting Hour | Scott / Jared            |
| 2011-2014 | The Killing                    | Jack Linden              |
| 2011      | Christmas Comes Home to Canaan | Bobber Burton            |
| 2016      | The Family                     | Adam Warren / Ben Murphy |
| 2019      | Deadly Class                   | Billy                    |
| 2023      | White House Plumbers           | San Juan Caza            |